# Palazzo Grossi-Fusconi
Il Palazzo Grossi-Fusconi si trova a Ravenna nel Quartiere Farini, in via di Roma.

## Storia
Fu in origine della Famiglia Barbucchielli. Il palazzo dispone di un atrio con un soffitto a volta. Il portone ha una fascia di elementi in pietra. Il cortile, inoltre, conserva un pozzo e un tempietto settecentesco.